# Encantes viejos
Los Encantes de Barcelona (traducción aproximativa del mercadillo conocido como Els Encants Vells, y oficialmente Mercat Fira de Bellcaire) o la Feria Bellcaire, es un mercado callejero que se reúne en diferentes espacios de la ciudad de Barcelona desde hace más de siete siglos.  La palabra «encant» hace referencia a la subasta pública de mercancías que se tiene lugar los lunes, miércoles y viernes de 7 a 9 de la mañana. 

## Historia
La feria de Bellcaire es uno de los mercados más antiguos del continente europeo, y algunas referencias datan su origen en el XIV. Los Encants, nacidos durante la ocupación napoleónica, eran un mercado dominical de trastos y ropa vieja en lo alto de la Rambla, por encima del Palau Moja. Posteriormente, se instalaban tres laborables por semana detrás de la Lonja, en la plaza de San Sebastián (actualmente Idrissa Diallo), y también en la plaza de la Constitución, la actual plaza de Sant Jaume.
En 1928 se trasladó al norte de la plaza de las Glòries Catalanes, entre las calles de Independencia, Cartagena, Consell de Cent y Gran Via. La feria era conocida popularmente como los Encants Vells, para diferenciarla de los Encants Nous, galería comercial inaugurada en el año 1931 a iniciativa de un grupo de paradistas, y ubicada en un lugar cercano, en la calle del Dos de Maig entre los de Valencia y Aragón.

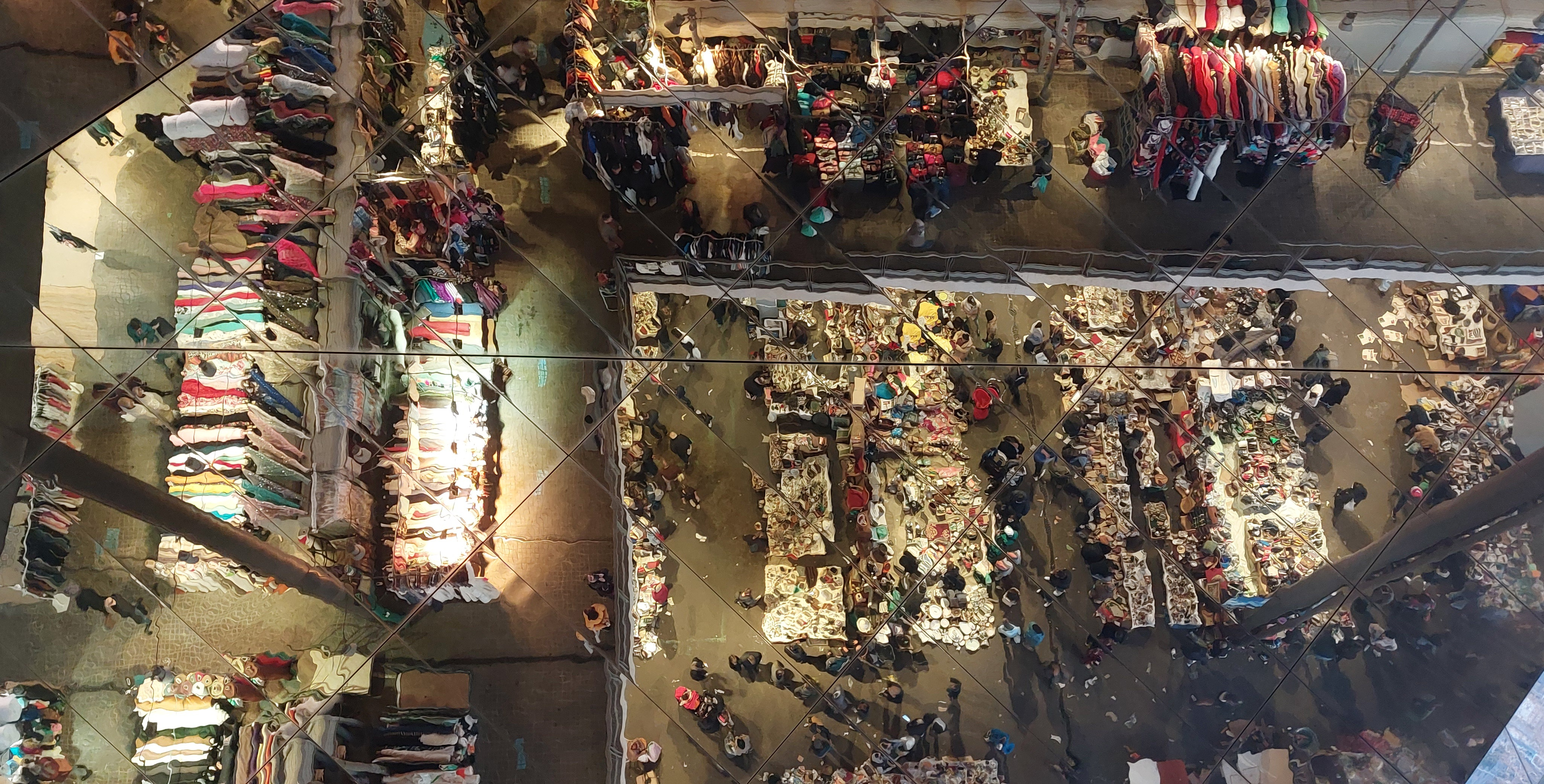
El techo especular

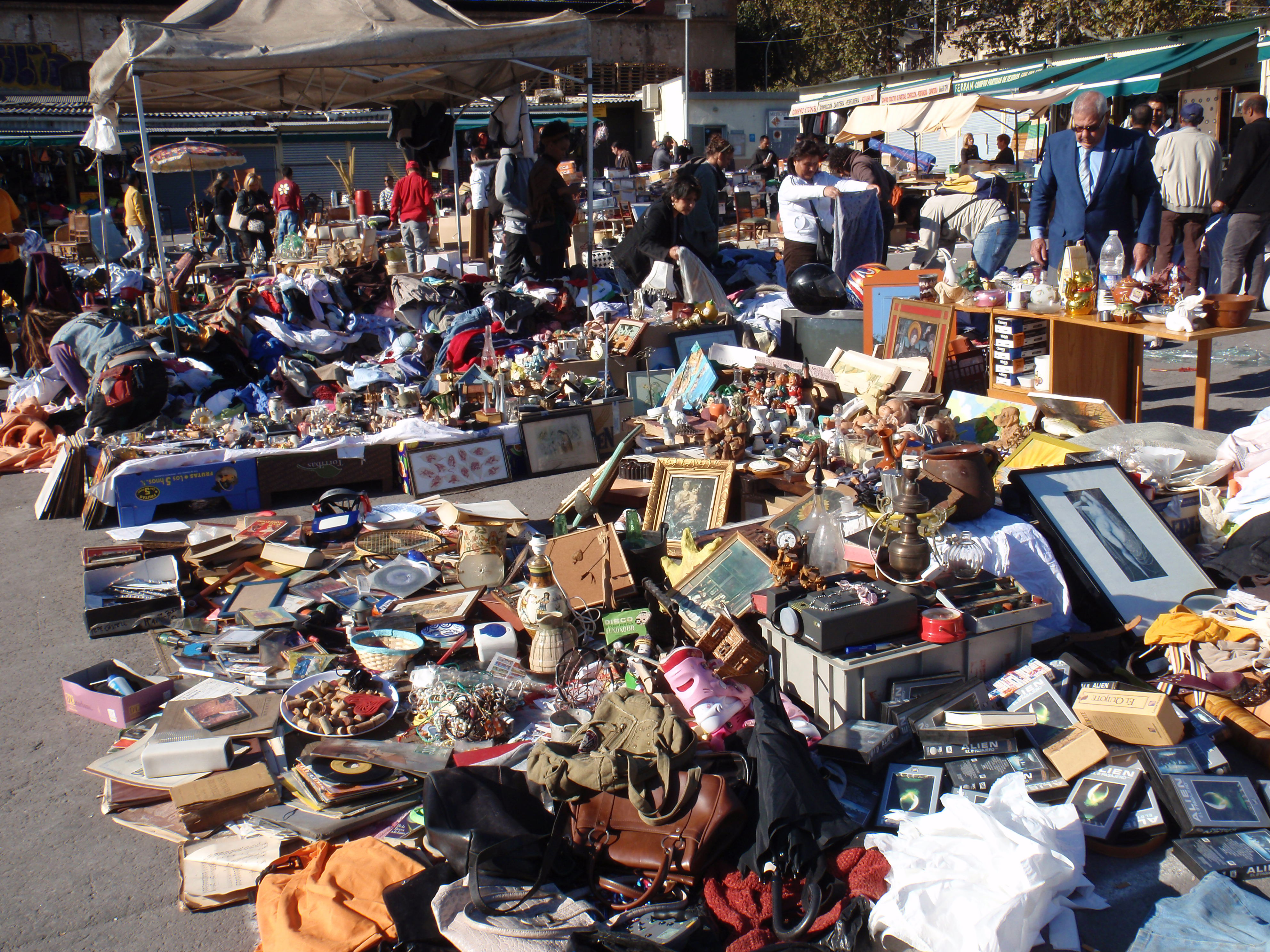
Los Encants Vells, al norte de la plaza de las Glòries (2010)

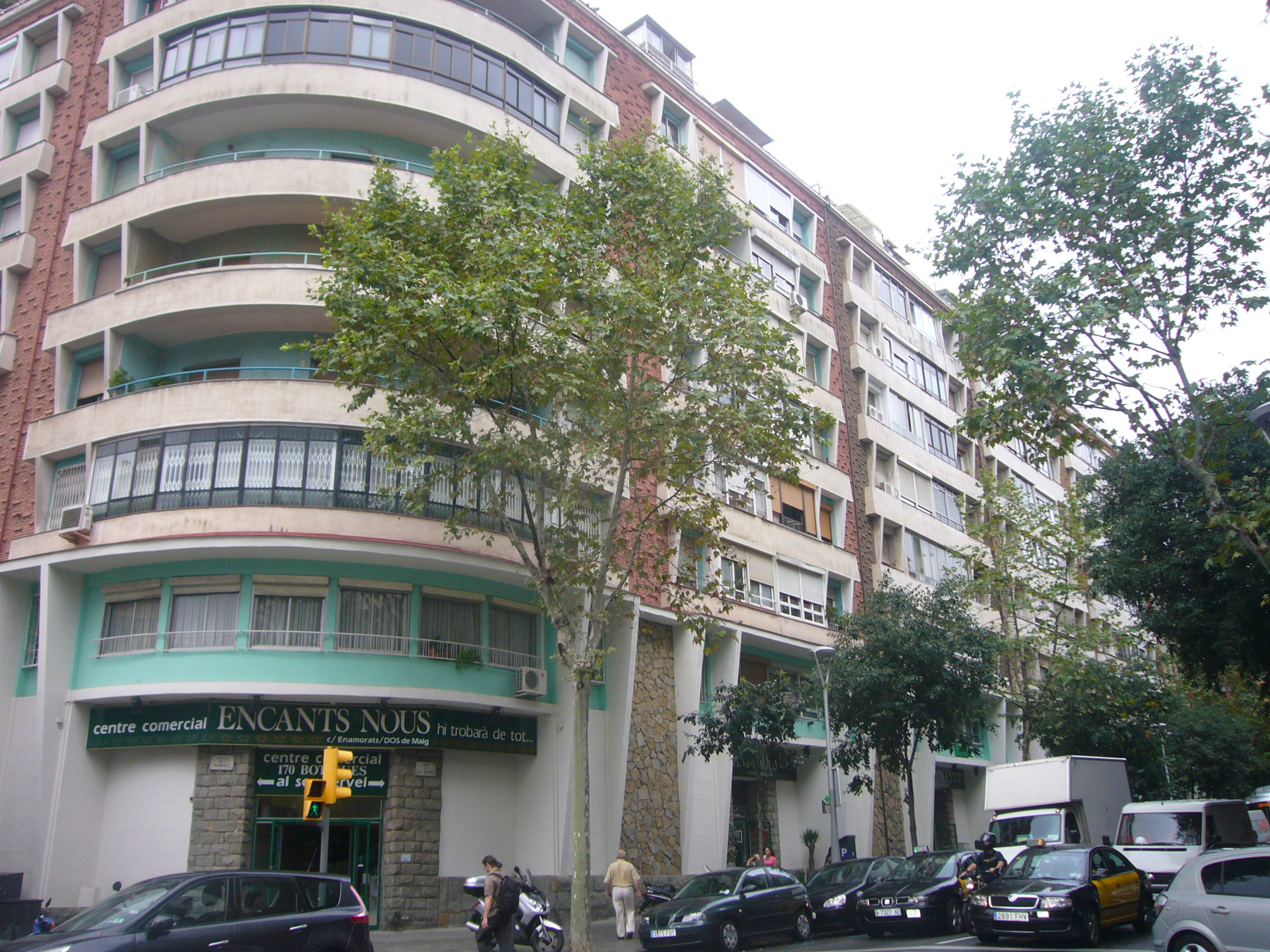
Los Encants Nous, en la calle del Dos de Mayo

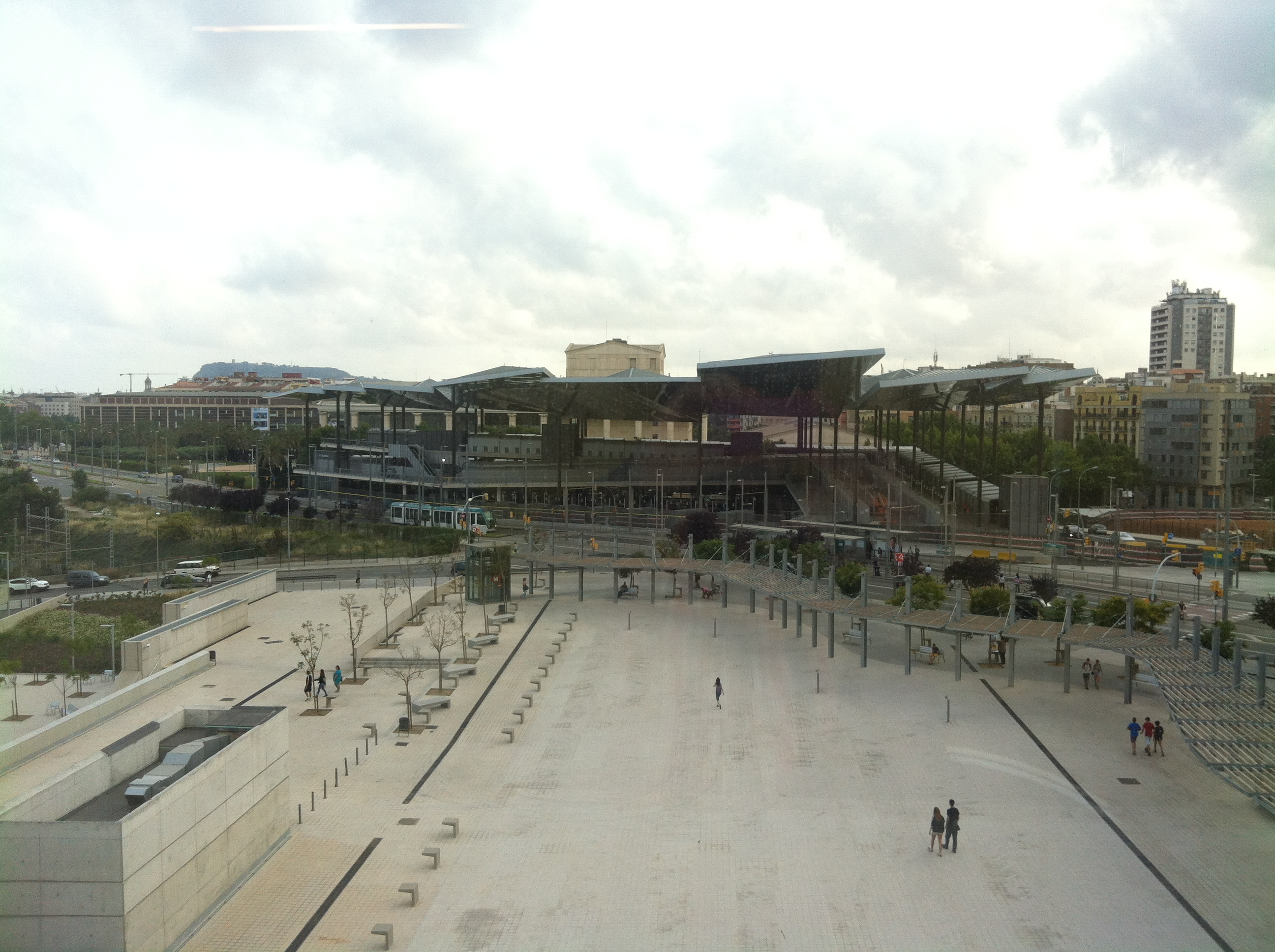
Vista del nuevo mercado desde el DHUB

En 2006, el Ayuntamiento de Barcelona, a través de la empresa municipal BIMSA (Barcelona de Infraestructuras Municipales) convocó un concurso de ámbito europeo para la construcción del nuevo Mercado de los Encants, enmarcada en la reforma de la plaza de las Glòries y el eje de la Avenida Meridiana, donde destacan la Torre Glòries y el DHUB, nuevo Museo del Diseño.  En 2008, el proyecto se adjudica al equipo de arquitectura b720, dirigido por Fermín Vázquez. 
El nuevo mercado fue abierto al público el 25 de septiembre de 2013, durante las Fiestas de la Mercè, e inaugurado oficialmente unos días más tarde. 

## Descripción
El edificio se plantea como un espacio comercial de varias plantas, mediante plataformas abiertas que concilian las diferentes cotas de las calles circundantes, entendiendo el mercado como una  cubierta, huyendo del planteamiento de los grandes centros comerciales.
La cubierta mide aproximadamente 25 m de altura y es el elemento principal del mercado, destacando en el perfil de la trama urbana. Está dividida en diferentes módulos y cada uno de ellos toma una inclinación distinta. Gracias a esta inclinación y al material empleado (acero inoxidable en la parte inferior) se refleja la luz y el paisaje urbano, aumentando su sensación de ligereza. 
Aparte de los comercios y tiendas, también existen espacios de restauración, oficinas, baños, una sala polivalente y un aparcamiento soterrado, así como zonas de carga y descarga, almacenes y un área de basura y reciclaje.